# 蘆田伊人
蘆田 伊人（あしだ これと、1877年（明治10年）9月28日 - 1960年（昭和35年）6月6日）は、明治から昭和にかけて活動した日本の歴史地理学者。旧福井藩士家に生まれ、早稲田大学卒業後、東京帝国大学史料編纂掛に所属、次いで越前松平家等華族諸家や帝国学士院の委嘱により歴史調査に携わった。『大日本地誌大系』『大日本読史地図』の編纂や、明治大学蔵蘆田文庫などで知られる。

## 生涯
1877年（明治10年）9月28日、石川県管下越前国足羽郡福井日ノ出下町（旧新屋敷、現・福井県福井市日之出）に、石川県第三師範学校（後の福井師範学校）漢学教授蘆田碩と福井藩士有沢権四郎娘岩子の間の長男に生まれた。1882年（明治15年）9月旭小学校に入学、1891年（明治24年）に福井県尋常中学校（現・福井県立藤島高等学校）に進んだ。中学校では高橋健自に歴史学を学び、高橋が吉田東伍、河田羆と共に進めていた『沿革考証 日本読史地図』の編纂を手伝った。
1898年（明治31年）9月、上京して國學院大學に入学。国史、国文、法制を学んだ後、1900年（明治33年）3月中退し、4月から東京専門学校（1902年9月に「早稲田大学」に改称）史学及英文学科に入学した。早稲田大学では喜田貞吉に地理を学び、1901年（明治34年）5月からは『日本読史地図』で旧縁のあった吉田東伍に国史を学んだが、特に喜田貞吉に強い影響を受け、後に地図を重視する学風を築いた。
1904年（明治37年）3月早稲田大学を卒業し、4月青森県弘前市青森県中学校（現・青森県立弘前高等学校）に就職したが、同年12月に東京に戻り、大日本帝国陸軍歩兵第3連隊に志願兵として入隊、1905年（明治38年）12月除隊となった。
1906年（明治39年）東京帝国大学史料編纂掛（現・東京大学史料編纂所）を志望し、1月21日早朝、田中義成を訪問したが、先に國學院で学んだ三上参次に会うことを勧められ、2月1日面接、2月15日臨時編纂官補に任じられた。3月30日より藤田明の下『大日本史料』六編（南北朝時代）の編纂に従事した。1909年（明治42年）予備陸軍歩兵少尉として召集免除を受けている。
1911年（明治44年）5月史料編纂官補を辞任し、華族や国家機関の嘱託により各種の調査研究を行った。
- 1911年（明治44年）10月 - 1918年（大正7年）2月：三井財閥室町三井家編纂室嘱託 - 三井家遠祖の史料調査[2]。
- 1917年（大正6年）2月 - 1927年（昭和2年）8月：旧福井藩越前松平家嘱託 - 松平春嶽公記念文庫設立、伝記編纂[2]。
- 1918年（大正7年）4月 - 1921年（大正10年）3月：帝国学士院助成：大名領地の沿革調査（寛文4年（1664年）分）[2]。
- 1927年（昭和2年）8月 - 1940年（昭和15年）：旧小浜藩酒井家編纂部主任 - 酒井家史料稿本800余冊作成[2]。
- 1935年（昭和10年）：帝国学士院助成 - 村落の歴史地理的研究[2]。
- 1936年（昭和11年）6月：宮内省帝室林野局委嘱 - 帝室御料地の沿革調査[2]。

特に福井藩士の出として松平春嶽への思いは強く、1938年（昭和13年）、『松平春嶽全集』全8巻の刊行を計画し、1939年（昭和14年）3月には岡田啓介を助けて松平春嶽を祀る福井神社の創建に尽力し、1943年（昭和18年）10月別格官幣社への列格奉告勅祭が行われた。
これらと並行して、1915年（大正4年）からは史料編纂所所蔵の地誌を『大日本地誌大系』として刊行し、1935年（昭和10年）には吉田東伍の『新編日本読史地図』を大幅に増補した『大日本読史地図』を刊行している。
1945年（昭和20年）、戦災を避けて福井県吉田郡松岡町に疎開し、蔵書も松岡町と長野県諏訪市に移した。しかし、松岡町の自宅は戦災は逃れたものの、1948年（昭和23年）の福井地震で被害を受け、残りの蔵書は福井大学と明治大学に委ね、諏訪市湯の脇三区佐藤宅に移転した。1957年（昭和32年）明治大学が買い受けた3,000点の蔵書から成る蘆田文庫には、国内外の古地図や『旧高旧領取調帳』写本など貴重な資料が数多く含まれている。
また、第3巻まで出ていた『松平春嶽全集』の第4巻稿本が戦災で焼失し、計画は途絶となった。
1960年（昭和35年）6月6日、諏訪市で死去した。11月、郷里の福井市日之出妙長寺に埋葬された。

## 著作、編著
- 『福井県管内地図』、1896年（明治29年）
- 『福井名勝地図』、1898年（明治31年）
- 『東京近傍勝地遊覧地図』、1898年（明治31年）
- 『金言類纂 古今東西』、修学堂、1899年（明治32年）
- 『学生必携 作詩法良材』、修学堂、1899年（明治32年）
- 寺内悌五郎共著『本朝大家消息文全集』、修学堂、1899年（明治32年）
- 『東京市全図』、博愛館、1903年（明治36年）
- 『大日本地誌大系』、大日本地誌大系刊行会、1915年（大正4年） -
- 『本邦地図の発達』＜岩波講座日本歴史12＞、岩波書店、1934年（昭和9年）
- 『大日本読史地図』、冨山房、1935年（昭和10年）
- 『御料地史稿』、帝室林野局、1937年（昭和12年）
- 『松平春嶽全集』、三秀舎、1939年（昭和14年） -
- 『伊勢参宮名所図会』、東洋堂、1944年（昭和19年）